# Mariä Heimsuchung (Beurig)

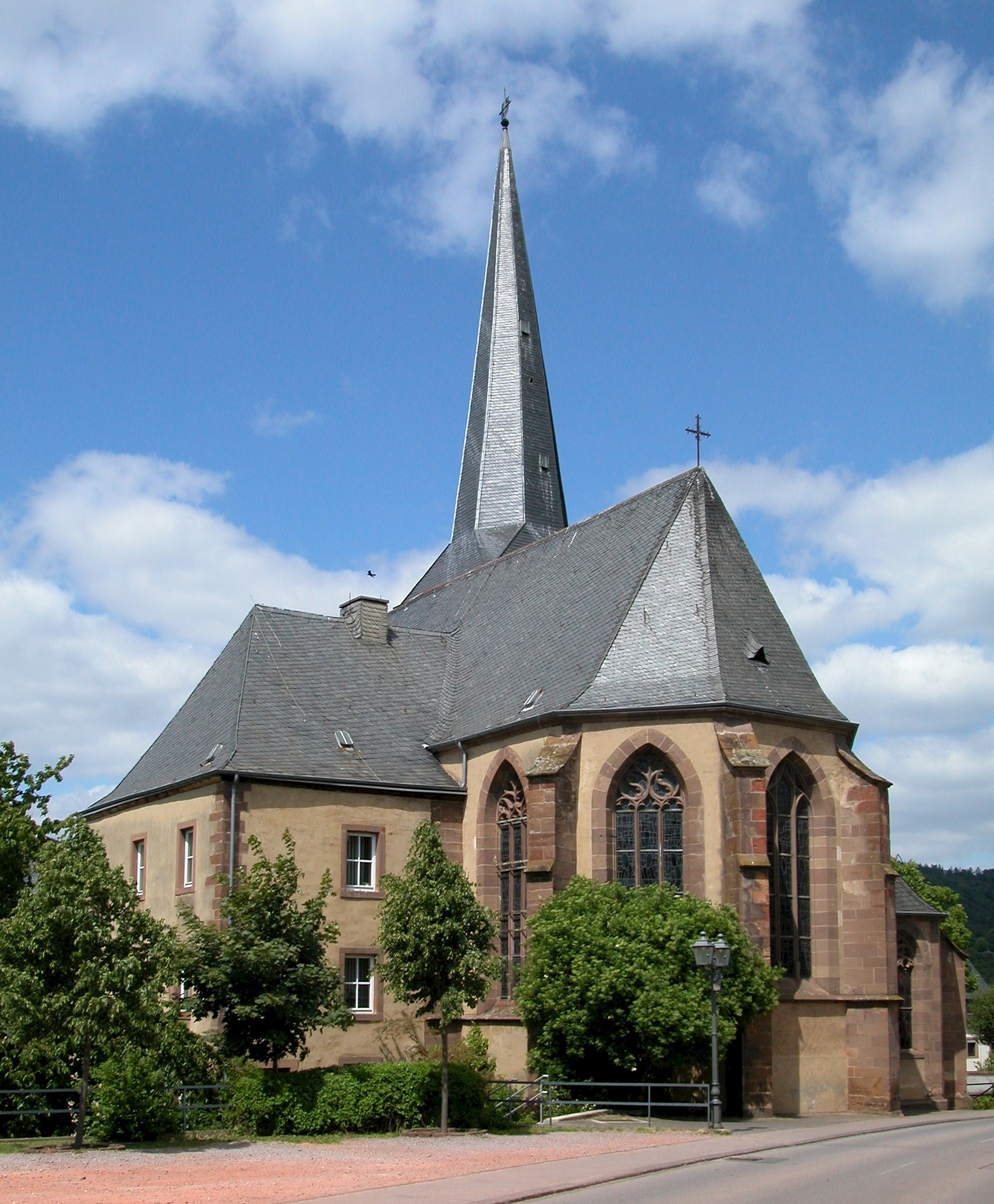
Pfarrkirche Mariä Heimsuchung von Südosten

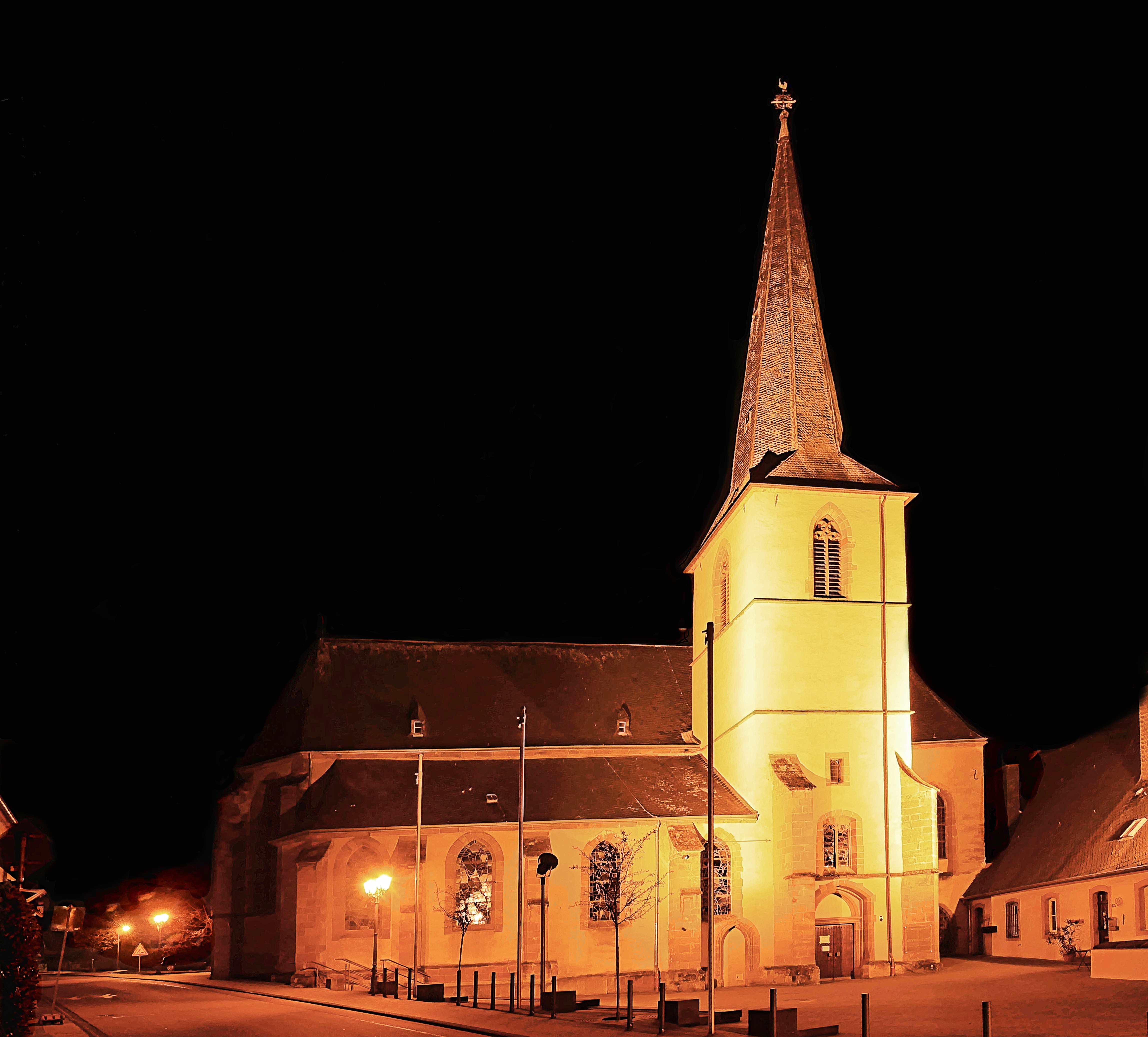
Pfarrkirche Mariä Heimsuchung von Nordwesten

Die katholische Pfarrkirche Mariä Heimsuchung ist ein denkmalgeschütztes Kirchengebäude in Beurig, einem Stadtteil von Saarburg im Landkreis Trier-Saarburg in Rheinland-Pfalz.

## Geschichte
Der Legende nach wurde 1304 eine Marienstatue an einen Baum gelehnt gefunden. Für dieses Gnadenbild wurde eine Kapelle gebaut. Diese wurde bald für den Zustrom der Wallfahrer zu klein. Der Erzbischof von Trier Johann von Baden ließ 1479 eine neue Kapelle errichten. Diese wurde von den Erzbischöfen Johann III. von Metzenhausen und Richard von Greifenklau von 1512 bis 1529 durch ein geräumiges Hauptschiff erweitert. Die alte Kapelle wurde somit zum Seitenschiff. Die Kölner Franziskanerprovinz richtete 1608 einen Konvent ein. Die Kirche wurde 1695 um einen zweigeschossigen Mönchschor erweitert. Das Kloster wurde 1802 im Zuge der Säkularisation aufgelöst. Die Kirche wurde Pfarrkirche.

## Beschreibung

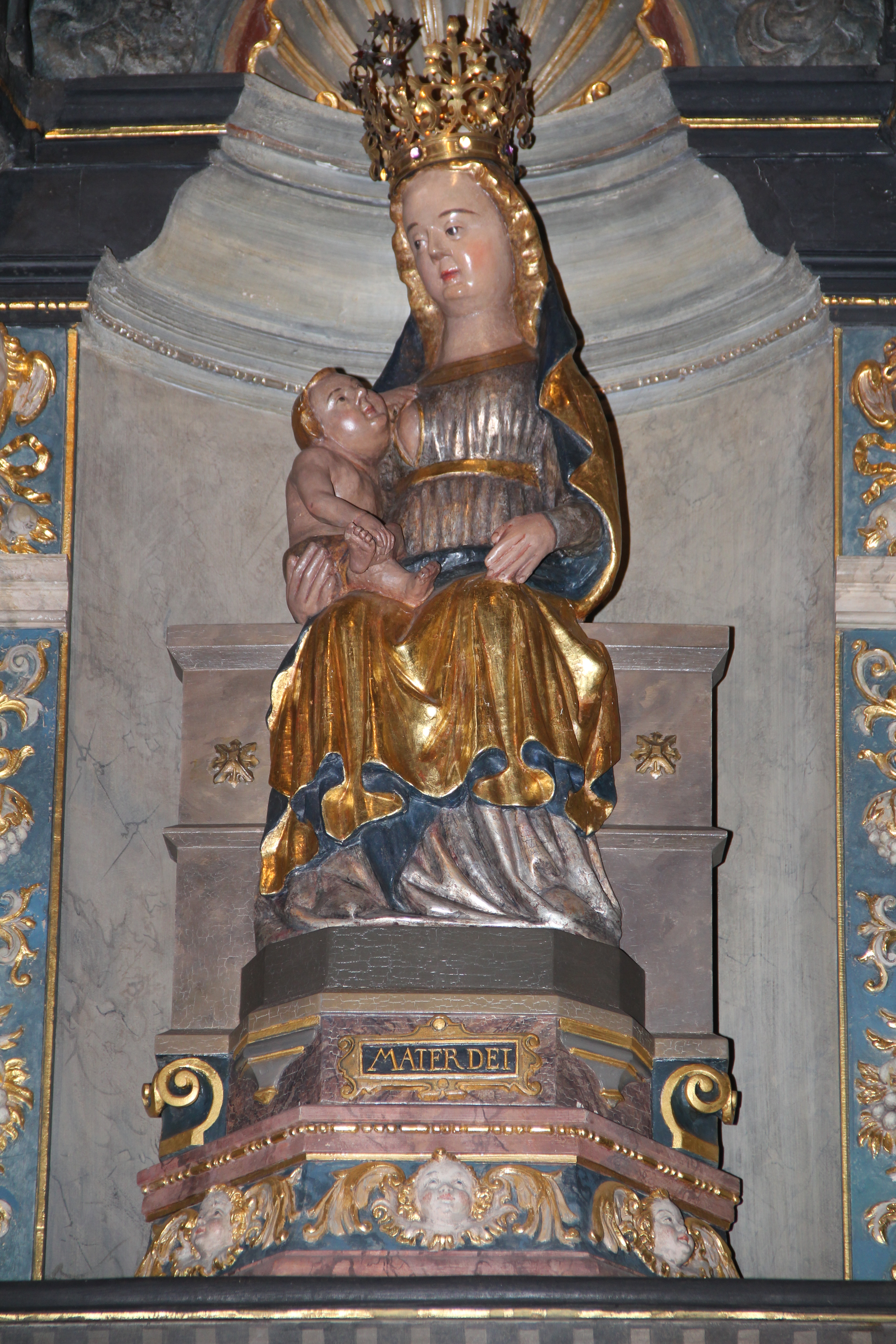
Gnadenbild

Die spätgotische Hallenkirche hat ein Hauptschiff, das zusammen mit dem Chor fünf Joche umfasst. Das Seitenschiff, die ehemalige Gnadenkapelle, hat vier Joche, an der Stelle des fünften Joches steht der Turm. Die Mönchsempore ist mit dem ehemaligen Konventshaus verbunden und öffnet sich durch einen Triumphbogen zum Langhaus. Die Räume werden von spätgotischen Sterngewölben überspannt. Die Schlusssteine sind figürliche Darstellungen oder Wappen.

## Ausstattung
- Steinerner Gnadenaltar von 1622, dieser ist ein Hauptwerk des Johann Manternach. Büsten des Meisters und seiner Ehefrau stehen auf seitlichen Konsolen im unteren Altargeschoss.
- Hölzernes Gnadenbild Madonna mit Kind aus der Zeit um 1400, es wurde neu eingekleidet und gefasst.
- Kriegerdenkmal von 1922 auf dem Vorplatz.[1]